# Piquete
Piquete é um município brasileiro do estado de São Paulo, na microrregião de Guaratinguetá. Sua população, de acordo com dados do Censo 2022 divulgados em junho de 2023, era de 12 490 habitantes.

## História
Piquete é conhecida como “Cidade - Paisagem”, graças à sua posição privilegiada no sopé da Serra da Mantiqueira.
Piquete está localizada junto à rodovia Lorena-SP - Itajubá-MG , nasceu com a instalação do Registro de Itajubá, em novembro de 1764, provocando o surgimento, em suas proximidades, de pousos para tropeiros e viajantes.
Aos poucos, moradias e roças despontaram, espalhadas ao longo do caminho, o que suscitou o crescimento espontâneo e a fixação de moradores, originando o bairro do Piquete. Em 1891 era elevada à vila, e em 1915 à cidade. Cresceu pouco, até o século XX, com a chegada da indústria bélica no município.
Em 1906, após a instalação da fábrica de explosivos, foi inaugurada na cidade a estação ferroviária de Rodrigues Alves (homenageando o então Presidente da República na época) pela Estrada de Ferro Lorena-Benfica, que mais tarde passou a ser conhecida como Ramal de Piquete da Estrada de Ferro Central do Brasil. Em 1978, o tráfego de passageiros no ramal foi suspenso pela RFFSA. Em seguida, o tráfego de cargas também seria suspenso, culminando posteriormente na desativação do ramal e em sua erradicação.
- Adaptação (Fonte: Fundação Christiano Rosa - FCR, Piquete-SP)

## Geografia
Localiza-se a uma latitude 22º36'49" sul e a uma longitude 45º10'34" oeste, estando a uma altitude de 645 metros. Possui uma área de 175,996 km².
Os municípios limítrofes são Delfim Moreira e Marmelópolis a noroeste e norte, Cruzeiro a leste, Cachoeira Paulista a sudeste, Lorena a sul e Guaratinguetá a sudoeste.

### Hidrografia
- Rio Piquete é formado pelos Ribeirões Sertão e Benfica, desemboca no Rio Paraíba do Sul em Cachoeira Paulista.
- Ribeirão Sertão Nasce na Serra da Mantiqueira e desemboca no Rio Piquete em frente a rodoviária de Piquete.
- Ribeirão Benfica Nasce na Serra da Mantiqueira e desemboca no Rio Piquete em frente a rodoviária de Piquete.
- Ribeirão Passa Quatro Nasce na Serra da Mantiqueira e desemboca no Rio Piquete na divisa com Cachoeira Paulista.
- Ribeirão Limeira Nasce na Serra da Mantiqueira e desemboca no Rio Paraíba do Sul em Lorena atrás do campus da USP.
- Ribeirão Itabaquara Nasce na Serra da Mantiqueira e desemboca no Rio Piquete.
- Ribeirão Jaracatiá Nasce na Serra da Mantiqueira e desemboca no Rio Piquete.

### Pontos culminantes (Serra da Mantiqueira)

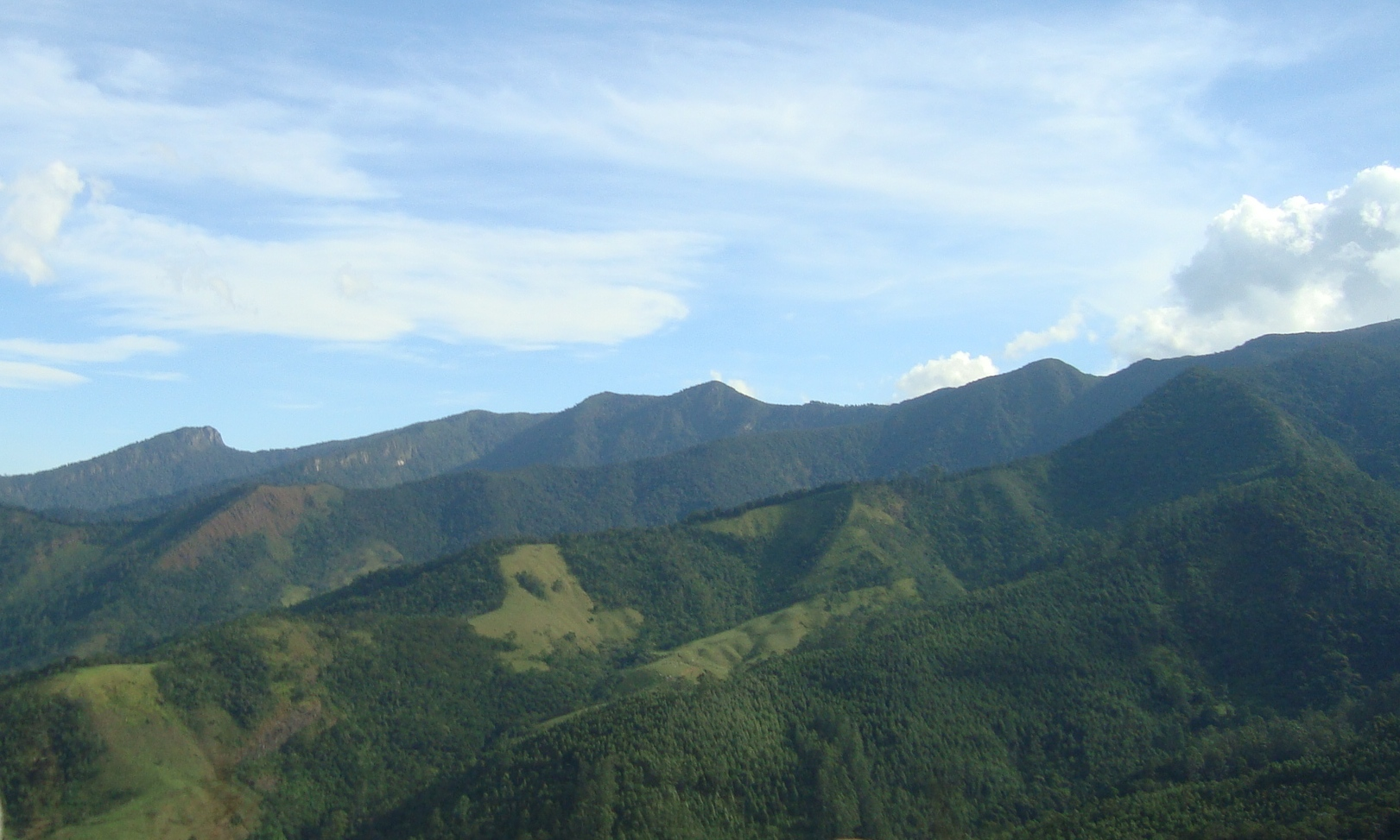
Trecho da Serra da Mantiqueira em Piquete

- Pico dos Marins - 2420,7 m - um dos picos mais altos do Estado de São Paulo
- Pico do Ataque - 2030 m
- Pico Alto Lavrinhas - 1946 m
- Pico do Cabrito - 1817 m
- Pico Focinho do Cão - 1767 m
- Pico Meia Lua - 1720 m

### Rodovias
- SP-183 Christiano Alves da Rosa
- BR-459 ligando Lorena - SP até Poços de Caldas - MG

## Demografia
A população em 2021 foi estimada em 13 495 habitantes e em 2022 recenseada em 12 490 habitantes.

## Política e administração
- Prefeito: Rômulo Kazimiez Luszczynski[4] (PSDB) (2021 – 2024)

### Símbolos municipais

#### Brasão
Escudo redondo, português, tradicional, lembrando nossa origem lusitana, encimado por quatro torres, símbolo da autonomia municipalista.
O campo azul significa a serenidade do povo e também o excelente clima da região.
O perfil do Pico dos Marins lembra a epopeia das Bandeiras que atravessavam a Serra da Mantiqueira.
O braço armado de adaga voltada para baixo e o escudo com a cruz episcopal de Lorena representa o padroeiro São Miguel.
A roda dentada, sobreposta a um canhão, lembra a fábrica de explosivos.
Ramos de café lembram o passado da riqueza agrícola.
A divisa em latim, Labor Pro Tuenda Patria, significa Trabalho em Defesa da Pátria.

#### Bandeira
O Brasão representa o governo municipal e o triângulo isósceles amarelo simboliza a glória, esplendor, grandeza, riqueza e a soberania do município.
As faixas amarelas carregadas de sobre-faixas verdes, representam a irradiação do Poder Municipal.
A cor verde é símbolo de honra, civilidade, cortesia, abundância, alegria - é a cor simbólica da esperança.
As faixas azuis representam as propriedades rurais. A cor azul é símbolo de justiça, nobreza, perseverança zelo e lealdade.

## Infraestrutura

### Comunicações
O sistema de telefones automáticos foi inaugurado na cidade em 1977 pela Telecomunicações de São Paulo (TELESP), que também implantou o sistema de discagem direta à distância (DDD) em 1977 com o código de área (0125). Anteriormente a cidade era atendida pela Companhia de Telecomunicações do Estado de São Paulo (COTESP).
Na década de 90 o código DDD da cidade foi alterado para (012), para padronização do sistema telefônico com a telefonia celular que estava sendo implantada em todo o estado.

## Turismo
Piquete possui uma curiosidade turística.
Para aqueles que procuram um recanto agradável para seu descanso e tranqüilidade, a cidade oferece além do clima puro e ameno das montanhas, trilhas em plena Mata Atlântica, banhos de cachoeiras e em piscinas naturais, saudáveis caminhadas em pequenos riachos de águas cristalinas, pesca em diversos pesque-pague, caminhadas em trilhas abertas por tropeiros no século XVIII, visitas a históricas fazendas cafeeiras da época dos Barões do Café, além de uma deliciosa culinária tropeira e de um saboroso "café da roça".
Mas para os que procuram emoções fortes e aventuras, os encantos da serra permitem a prática de diversos esportes como: montanhismo, trekking, saltos de asa delta e paraglider, MotoCross, Off-Road, cavalgadas, rapel, ciclismo (mountain bike e downhill).
A cidade também conta com suas antigas estações ferroviárias do extinto Ramal de Piquete da Estrada de Ferro Central do Brasil, como atuais pontos turísticos e históricos.

## Religião
O Cristianismo se faz presente na cidade da seguinte forma:

### Igreja Católica
- A igreja faz parte da Diocese de Lorena.[10]

### Igrejas Evangélicas
Entre as igrejas protestantes históricas, pentecostais e neopentecostais, encontram-se na cidade:
- Assembleia de Deus Ministério do Belém.[13][14]
- Congregação Cristã no Brasil.[15]